# Ервін Булку
Ервін Булку (алб. Ervin Bulku, * 3 березня 1981, Тирана) — албанський футболіст, що грав на позиції півзахисника, зокрема за національну збірну Албанії. По завершенні ігрової кар'єри — тренер.

## Клубна кар'єра
Вихованець молодіжної команди клубу «Тирана». Виступати за головну команду клубу розпочав у 18-річному віці, швидко закріпившись в основному складі. У складі «Тирани» став багаторазовим чемпіоном, володарем Кубка та Суперкубка Албанії.

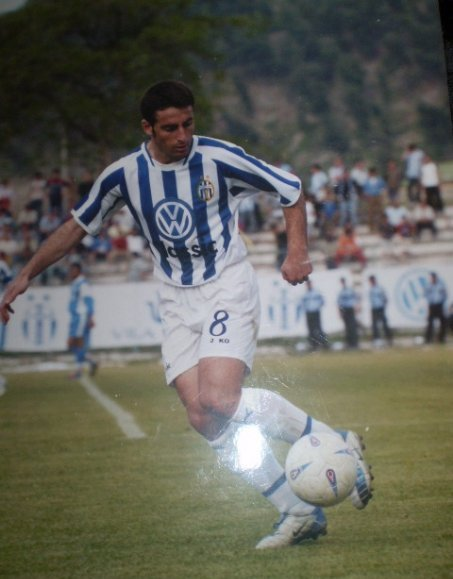
Ервін Булку у складі «Тирани». Жовтень 2005 року

Влітку 2007 року перейшов до криворізького «Кривбаса». У чемпіонатах України дебютував 28 липня 2007 року у грі проти львівських «Карпат», поразка 0:3.
Протягом 2007—2010 провів у складі криворізької команди 58 матчів у чемпіонатах України, відзначився 2 забитими голами. 2010 року припинив потрапляти до складу команди та на правах вільного агента перейшов до хорватського «Хайдука», але основним гравцем там стати не зумів.
У сезоні 2011/12 виступав за азербайджанський АЗАЛ, після чого ще два роки грав у іранському «Сепахані», з яким в першому ж сезоні виграв національний кубок.
Влітку 2014 року повернувся до рідної «Тирани», за яку провів ще два сезони, після чого 2016 року завершив ігрову кар'єру.

## Виступи за збірну
З 1999 року виступав за молодіжну збірну Албанії, брав участь у кваліфікація до молодіжних Євро-2000 та 2002. 
2002 року дебютував у складі національної збірної Албанії. Загалом протягом кар'єри в національній команді, яка тривала 13 років, провів у її формі 56 матчів, забивши 1 гол.

## Кар'єра тренера
Розпочав тренерську кар'єру, ще продовжуючи грати на полі, 2015 року, приєднавшись до тренерського штабу збірної Албанії як помічник головного тренера. Навесні 2019 року виконував обов'язки головного тренера національної команди після звільнення із цієї посади італійця Крістіана Пануччі.
У подальшому тренував молодь у структурі клубу «Шкендія» (Тирана), а 2021 року призначени головним тренером юнацької збірної Албанії (U-17).

## Статистика виступів

### Статистика клубних виступів
| Сезон               | Команда             | Чемпіонат           | Чемпіонат | Чемпіонат | Національний кубок | Національний кубок | Національний кубок | Континентальні кубки | Континентальні кубки | Континентальні кубки | Інші змагання | Інші змагання | Інші змагання | Усього | Усього |
| Сезон               | Команда             | Ліга                | Ігор      | Голів     | Ліга               | Ігор               | Голів              | Ліга                 | Ігор                 | Голів                | Ліга          | Ігор          | Голів         | Ігор   | Голів  |
| ------------------- | ------------------- | ------------------- | --------- | --------- | ------------------ | ------------------ | ------------------ | -------------------- | -------------------- | -------------------- | ------------- | ------------- | ------------- | ------ | ------ |
| 1998–99             | «Тирана»            | СЛ                  | 13        | 0         | КА                 | 0                  | 0                  | -                    | -                    | -                    | -             | -             | -             | 13     | 0      |
| 1999–00             | «Тирана»            | СЛ                  | 21        | 0         | КА                 | 0                  | 0                  | ЛЧ                   | 2                    | 1                    | СКА           | 0             | 0             | 23     | 1      |
| 2000–01             | «Тирана»            | СЛ                  | 12        | 0         | КА                 | 0                  | 0                  | ЛЧ                   | 1                    | 0                    | СКА           | 1             | 0             | 14     | 0      |
| 2001–02             | «Тирана»            | СЛ                  | 22        | 2         | КА                 | 0                  | 0                  | КУЄФА                | 2                    | 0                    | СКА           | 1             | 0             | 25     | 2      |
| 2002–03             | «Тирана»            | СЛ                  | 22        | 1         | КА                 | 0                  | 0                  | КУЄФА                | 2                    | 0                    | СКА           | 1             | 1             | 25     | 2      |
| 2003–04             | «Тирана»            | СЛ                  | 24        | 2         | КА                 | 0                  | 0                  | ЛЧ                   | 2                    | 0                    | СКА           | 0             | 0             | 26     | 2      |
| 2004–05             | «Тирана»            | СЛ                  | 33        | 7         | КА                 | 0                  | 0                  | ЛЧ                   | 4                    | 0                    | СКА           | 1             | 0             | 38     | 7      |
| 2005–06             | «Тирана»            | СЛ                  | 24        | 1         | КА                 | 0                  | 0                  | ЛЧ                   | 4                    | 0                    | СКА           | 1             | 0             | 29     | 1      |
| 2006–07             | «Тирана»            | СЛ                  | 30        | 0         | КА                 | 0                  | 0                  | КУЄФА                | 4                    | 0                    | СКА           | 1             | 0             | 35     | 0      |
| 2007–08             | «Кривбас»           | ВЛ                  | 19        | 0         | КУ                 | 0                  | 0                  | -                    | -                    | -                    | -             | -             | -             | 19     | 0      |
| 2008–09             | «Кривбас»           | ПЛ                  | 25        | 2         | КУ                 | 0                  | 0                  | -                    | -                    | -                    | -             | -             | -             | 25     | 2      |
| 2009–10             | «Кривбас»           | ПЛ                  | 14        | 0         | КУ                 | 0                  | 0                  | -                    | -                    | -                    | -             | -             | -             | 14     | 0      |
| Усього за «Кривбас» | Усього за «Кривбас» | Усього за «Кривбас» | 58        | 2         |                    | 0                  | 0                  |                      | -                    | -                    |               | -             | -             | 58     | 2      |
| 2010–11             | «Хайдук» (Спліт)    | 1. ХФЛ              | 15        | 0         | КЧ                 | 0                  | 0                  | ЛЄ                   | 4                    | 0                    | -             | -             | -             | 19     | 0      |
| 2011–12             | АЗАЛ (Баку)         | ПЛ                  | 22        | 3         | КА                 | 2                  | 0                  | -                    | -                    | -                    | -             | -             | -             | 24     | 3      |
| 2012                | «Сепахан»           | ПЛ                  | 0         | 0         | КІ                 | 0                  | 0                  | ЛЧ                   | 2                    | 0                    | -             | -             | -             | 2      | 0      |
| 2013                | «Сепахан»           | ПЛ                  | 21        | 1         | КІ                 | 0                  | 0                  | ЛЧ                   | 3                    | 0                    | -             | -             | -             | 24     | 1      |
| 2014                | «Сепахан»           | ПЛ                  | 26        | 0         | КІ                 | 0                  | 0                  | ЛЧ                   | 5                    | 1                    | -             | -             | -             | 31     | 1      |
| Усього за «Сепахан» | Усього за «Сепахан» | Усього за «Сепахан» | 47        | 1         |                    | 0                  | 0                  |                      | 10                   | 1                    |               | -             | -             | 57     | 2      |
| 2014–15             | «Тирана»            | СЛ                  | 28        | 1         | КА                 | 4                  | 0                  | -                    | -                    | -                    | -             | -             | -             | 32     | 1      |
| 2015–16             | «Тирана»            | СЛ                  | 4         | 0         | КА                 | 0                  | 0                  | -                    | -                    | -                    | -             | -             | -             | 4      | 0      |
| Усього за «Тирану»  | Усього за «Тирану»  | Усього за «Тирану»  | 233       | 14        |                    | 4                  | 0                  |                      | 21                   | 1                    |               | 6             | 1             | 264    | 16     |
| Усього за кар'єру   | Усього за кар'єру   | Усього за кар'єру   | 375       | 20        |                    | 6                  | 0                  |                      | 35                   | 2                    |               | 6             | 1             | 422    | 23     |

### Статистика виступів за збірну
| Дата       | Місто        | Господарі            | Результат | Гості                | Турнір            | Голи | Примітки |
| ---------- | ------------ | -------------------- | --------- | -------------------- | ----------------- | ---- | -------- |
| 13-3-2002  | Сан-Дієго    | Мексика              | 4 – 0     | Албанія              | товариський матч  | -    |          |
| 27-3-2002  | Тирана       | Албанія              | 1 – 0     | Азербайджан          | товариський матч  | -    | 88'      |
| 17-4-2002  | Андорра      | Андорра              | 2 – 0     | Албанія              | товариський матч  | -    | 54'      |
| 7-2-2007   | Шкодер       | Албанія              | 0 – 1     | Північна Македонія   | товариський матч  | -    | 46'      |
| 28-3-2007  | Софія        | Болгарія             | 0 – 0     | Албанія              | Відбір до ЧЄ 2008 | -    | 68' 90'  |
| 22-8-2007  | Тирана       | Албанія              | 3 – 0     | Мальта               | товариський матч  | -    | 46' 93'  |
| 12-9-2007  | Тирана       | Албанія              | 0 – 1     | Нідерланди           | Відбір до ЧЄ 2008 | -    | 83'      |
| 13-10-2007 | Целє         | Словенія             | 0 – 0     | Албанія              | Відбір до ЧЄ 2008 | -    |          |
| 17-10-2007 | Тирана       | Албанія              | 1 – 1     | Болгарія             | Відбір до ЧЄ 2008 | -    | 73'      |
| 21-11-2007 | Бухарест     | Румунія              | 6 – 1     | Албанія              | Відбір до ЧЄ 2008 | -    |          |
| 27-5-2008  | Ройтлінген   | Польща               | 1 – 0     | Албанія              | товариський матч  | -    | 71'      |
| 20-8-2008  | Тирана       | Албанія              | 2 – 0     | Ліхтенштейн          | товариський матч  | -    | 66'      |
| 10-9-2008  | Тирана       | Албанія              | 3 – 0     | Мальта               | Відбір до ЧС 2010 | -    | 54'      |
| 11-10-2008 | Будапешт     | Угорщина             | 2 – 0     | Албанія              | Відбір до ЧС 2010 | -    | 83'      |
| 15-10-2008 | Брага        | Португалія           | 0 – 0     | Албанія              | Відбір до ЧС 2010 | -    |          |
| 19-11-2008 | Баку         | Азербайджан          | 1 – 1     | Албанія              | товариський матч  | -    | 90'      |
| 11-2-2009  | Та-Калі      | Мальта               | 0 – 0     | Албанія              | Відбір до ЧС 2010 | -    |          |
| 1-4-2009   | Копенгаген   | Данія                | 3 – 0     | Албанія              | Відбір до ЧС 2010 | -    | 45'      |
| 6-6-2009   | Тирана       | Албанія              | 1 – 2     | Португалія           | Відбір до ЧС 2010 | -    |          |
| 10-6-2009  | Тирана       | Албанія              | 1 – 1     | Грузія               | товариський матч  | -    |          |
| 12-8-2009  | Тирана       | Албанія              | 6 – 1     | Кіпр                 | товариський матч  | -    |          |
| 9-9-2009   | Тирана       | Албанія              | 1 – 1     | Данія                | Відбір до ЧС 2010 | -    |          |
| 14-10-2009 | Стокгольм    | Швеція               | 4 – 1     | Албанія              | Відбір до ЧС 2010 | -    |          |
| 3-3-2010   | Тирана       | Албанія              | 1 – 0     | Північна Ірландія    | товариський матч  | -    | 86'      |
| 25-5-2010  | Подгориця    | Чорногорія           | 0 – 1     | Албанія              | товариський матч  | -    | 83'      |
| 2-6-2010   | Тирана       | Албанія              | 1 – 0     | Андорра              | товариський матч  | -    | 57'      |
| 11-8-2010  | Дуррес       | Албанія              | 1 – 0     | Узбекистан           | товариський матч  | -    | 62'      |
| 3-9-2010   | П'ятра-Нямц  | Румунія              | 1 – 1     | Албанія              | Відбір до ЧЄ 2012 | -    |          |
| 7-9-2010   | Тирана       | Албанія              | 1 – 0     | Люксембург           | Відбір до ЧЄ 2012 | -    | 86'      |
| 8-10-2010  | Тирана       | Албанія              | 1 – 1     | Боснія і Герцеговина | Відбір до ЧЄ 2012 | -    |          |
| 12-10-2010 | Анталія      | Білорусь             | 2 – 0     | Албанія              | Відбір до ЧЄ 2012 | -    | 59'      |
| 17-11-2010 | Тирана       | Албанія              | 0 – 0     | Північна Македонія   | товариський матч  | -    | 74'      |
| 9-2-2011   | Тирана       | Албанія              | 1 – 2     | Словенія             | товариський матч  | 1    | 56'      |
| 26-3-2011  | Тирана       | Албанія              | 1 – 0     | Білорусь             | Відбір до ЧЄ 2012 | -    |          |
| 7-6-2011   | Зениця       | Боснія і Герцеговина | 2 – 0     | Албанія              | Відбір до ЧЄ 2012 | -    |          |
| 20-6-2011  | Буенос-Айрес | Аргентина            | 4 – 0     | Албанія              | товариський матч  | -    |          |
| 10-8-2011  | Шкодер       | Албанія              | 3 – 2     | Чорногорія           | товариський матч  | -    | 65'      |
| 2-9-2011   | Тирана       | Албанія              | 1 – 2     | Франція              | Відбір до ЧЄ 2012 | -    | 70'      |
| 6-9-2011   | Люксембург   | Люксембург           | 2 – 1     | Албанія              | Відбір до ЧЄ 2012 | -    | 62'      |
| 29-2-2012  | Тбілісі      | Грузія               | 2 – 1     | Албанія              | товариський матч  | -    | 52' 76'  |
| 22-5-2012  | Мадрид       | Катар                | 1 – 2     | Албанія              | товариський матч  | -    |          |
| 27-5-2012  | Тирана       | Албанія              | 1 – 0     | Іран                 | товариський матч  | -    | 90+2'    |
| 15-8-2012  | Тирана       | Албанія              | 0 – 0     | Молдова              | товариський матч  | -    |          |
| 7-9-2012   | Тирана       | Албанія              | 3 – 1     | Кіпр                 | Відбір до ЧС 2014 | -    |          |
| 11-9-2012  | Люцерн       | Швейцарія            | 2 – 0     | Албанія              | Відбір до ЧС 2014 | -    |          |
| 12-10-2012 | Тирана       | Албанія              | 1 – 2     | Ісландія             | Відбір до ЧС 2014 | -    | 85'      |
| 16-10-2012 | Тирана       | Албанія              | 1 – 0     | Словенія             | Відбір до ЧС 2014 | -    |          |
| 14-11-2012 | Тирана       | Албанія              | 0 – 0     | Камерун              | товариський матч  | -    | 59'      |
| 6-2-2013   | Тирана       | Албанія              | 1 – 2     | Грузія               | товариський матч  | -    | 72' 89'  |
| 22-3-2013  | Осло         | Норвегія             | 0 – 1     | Албанія              | Відбір до ЧС 2014 | -    |          |
| 7-6-2013   | Тирана       | Албанія              | 1 – 1     | Норвегія             | Відбір до ЧС 2014 | -    | 90+1'    |
| 6-9-2013   | Любляна      | Словенія             | 1 – 0     | Албанія              | Відбір до ЧС 2014 | -    | 53'      |
| 10-9-2013  | Рейк'явік    | Ісландія             | 2 – 1     | Албанія              | Відбір до ЧС 2014 | -    | 64'      |
| 11-10-2013 | Тирана       | Албанія              | 1 – 2     | Швейцарія            | Відбір до ЧС 2014 | -    |          |
| 15-10-2013 | Строволос    | Кіпр                 | 0 – 0     | Албанія              | Відбір до ЧС 2014 | -    | 72'      |
| 14-11-2014 | Ренн         | Франція              | 1 – 1     | Албанія              | товариський матч  | -    | 90+2'    |
| Усього     |              | Матчів               | 56        |                      | Голів             | 1    |          |

## Досягнення
- Чемпіон Албанії (7):

1998—1999, 1999—2000, 2002—2003, 2003—2004, 2004—2005, 2005—2006, 2006—2007
- Володар Кубка Албанії (4):

1998—1999, 2000—2001, 2001—2002, 2005—2006
- Володар Суперкубка Албанії (6):

2000, 2002, 2003, 2005, 2006, 2007
- Володар Кубка Ірану (1):

2012—2013